# Gehyra minuta
Gehyra minuta är en ödleart som beskrevs av  King 1982. Gehyra minuta ingår i släktet Gehyra och familjen geckoödlor. Inga underarter finns listade i Catalogue of Life.